# Hearts (Windows)
Hearts е компютърна игра на карти, включена в операционните системи Microsoft Windows. Версия е на играта Купи.

## История
Има две версии на играта. 16-битовата версия е включена в MS-DOS-базираните версии на Windows, докато в Windows XP и други Windows NT версии е включена 32-битовата версия. Играта не е включена в Windows 2000. 16-битовата версия има опция за няколко играча, които играят през LAN мрежа, използвайки NetDDE. Играта предлагала и цитат от известната пиеса на Уилям Шекспир – „Юлий Цезар“: I come not, friends, to steal away your hearts..., но това е премахнато в Windows Vista.
|  | Тази страница частично или изцяло представлява превод на страницата Hearts(Windows) в Уикипедия на английски. Оригиналният текст, както и този превод, са защитени от Лиценза „Криейтив Комънс – Признание – Споделяне на споделеното“, а за съдържание, създадено преди юни 2009 година – от Лиценза за свободна документация на ГНУ. Прегледайте историята на редакциите на оригиналната страница, както и на преводната страница, за да видите списъка на съавторите. ВАЖНО: Този шаблон се отнася единствено до авторските права върху съдържанието на статията. Добавянето му не отменя изискването да се посочват конкретни източници на твърденията, които да бъдат благонадеждни. |